# Bidnija
Bidnija egy község Málta középső részén. Mdina után Málta második legkisebb települése 308 lakossal.

## Leírása
A rómaiak idején a területen haladt át a sziget központja (Melita-Mdina) és kikötője (Salina) közötti út, ezért szinte biztosra vehető, hogy lakott volt. A középkorból semmilyen emléke nem maradt fenn. 1920 és 1922 között épült fel temploma, amely a Szent Család védelme alatt áll. A második világháborúra néhány óvóhely emlékeztet. Az 1993-as közigazgatási reformkor nem lett önálló helyi tanács, sőt a falut megosztották Mosta, Mġarr és San Pawl il-Baħar helyi tanácsai között. Két iskolája is van.
A leginkább földművelésből élő falut hatalmas művelt földek veszik körül. Egy idős fákból álló olívaligete az UNEP védelme alatt áll.

## Turizmus
A községnek nincs ismertebb nevezetessége, és a főbb útvonalak is elkerülik. Turisták legfeljebb lovagolni, vagy csendes szállást keresve tévednek ide. Nehézség az is, hogy a település csak autóval megközelíthető.

## Sport
A községnek saját futsal-csapata van, a River Plate Bidnija FC.